# 1990 RO1
1990 RO1 är en asteroid i huvudbältet som upptäcktes den 14 september 1990 av den amerikanske astronomen Henry E. Holt vid Palomarobservatoriet.
Asteroiden har en diameter på ungefär 16 kilometer och den tillhör asteroidgruppen Hoffmeister.